# Tourisme balnéaire
Pour l’article homonyme, voir Tourisme (homonymie).
Le tourisme balnéaire constitue la forme de tourisme la plus répandue dans le monde et est principalement associé aux stations balnéaires.

## Histoire
La côte, la plage de sable, la mer et le soleil n'ont pas toujours attiré, mais notamment sous l'influence des guides touristiques, des affiches publicitaires... sont devenus depuis le XIXe siècle une source d'attrait indéniable pour les touristes et amateurs de promenades littorales, qui furent selon F Debie une « forme urbaine du premier âge touristique ». 
Le tourisme balnéaire est avec les voyages en montagne la première forme de tourisme de masse (ou préfigurant ce tourisme) apparue. Il comportait souvent une dimension hygiéniste et sportive (ski, tennis...) 
En France, les premiers bains de mer furent inaugurés en 1824 à Dieppe par la duchesse de Berry. L'eau de mer fait encore peur à cette époque, ces premiers touristes viennent donc motivés par les valeurs thérapeutiques du bain de mer, très recommandée par les médecins de l'époque, ils sont issus de classes aisées et il faut attendre l'avènement des congés payés en 1936 pour que cette pratique se démocratise.

Le tourisme balnéaire avant 1936
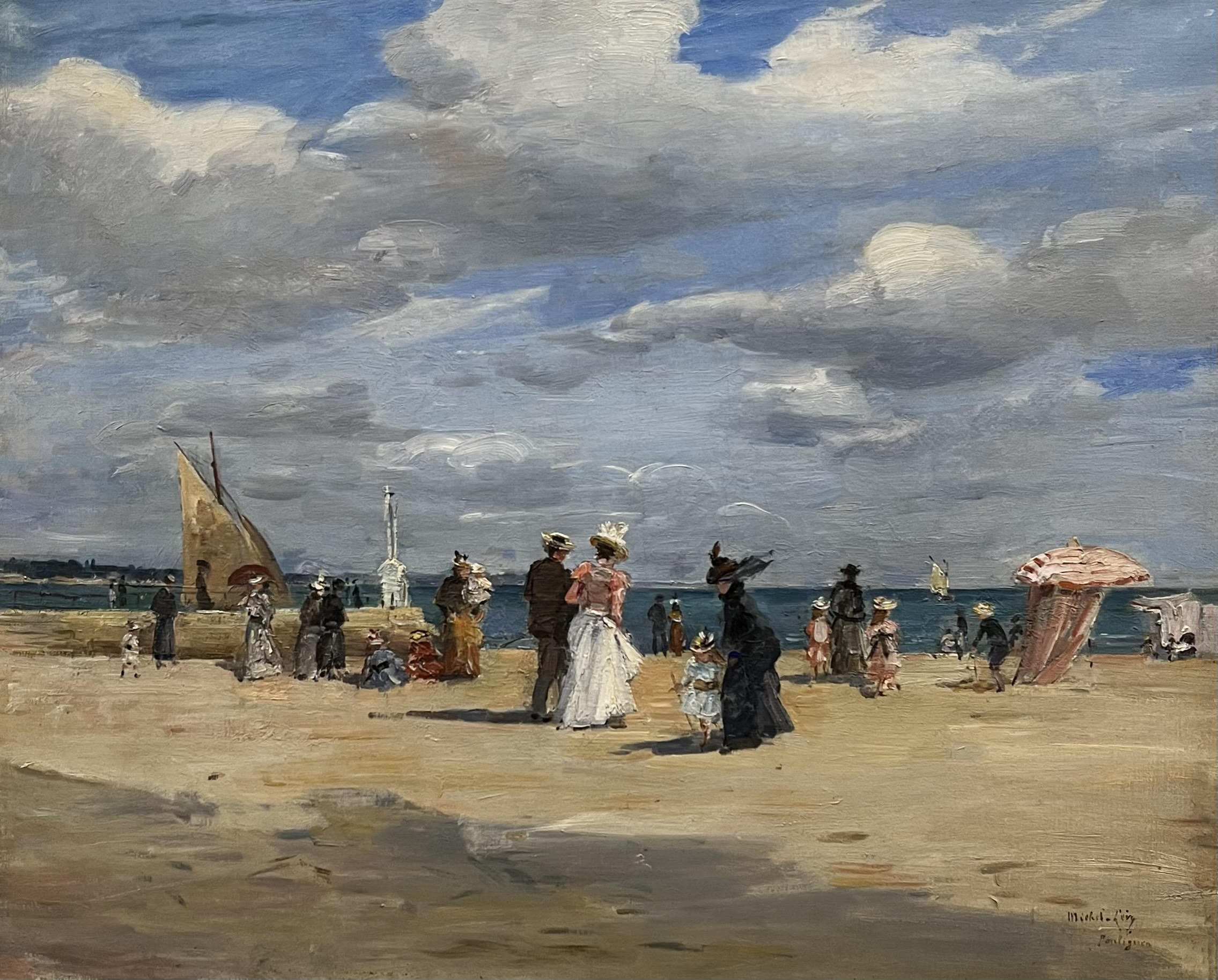
Henri Michel-Lévy, Le Pouliguen, La Plage, c. 1900, musée Baron-Martin, Gray.
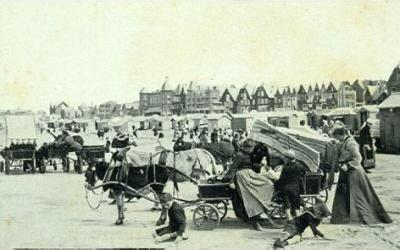
Berk-Plage à la Belle Époque

Le ministère du Tourisme en France préfère utiliser la dénomination tourisme littoral, afin de ne pas inclure seulement les stations balnéaires, mais aussi les villes située un peu plus dans les terres.
Ce tourisme a parfois été vécu comme intrusif par les populations locales (en Bretagne et Vendée par exemple durant la 1re moitié du XXe siècle, souvent source de conflits pour l'espace et responsable d'une forte périurbanisation, marqué en Europe dans les années 1960-80 par un héliotropisme (Côte d'Azur en France, puis report d'une partie du tourisme vers des zones tropicales, souvent fortement contrôlé par de grands groupes de l'industrie du tourisme (les voyagistes)
La sociologie du tourisme balnéaire a historiquement évoluée avec par exemple l'apparition des campings, de casinos, de boites de nuit, de complexes de loisirs, de plages réservés aux stars et à une classe de touristes riches, des stations orientées vers le nudisme/naturisme ou acceptant des plages gays, un tourisme de classe vertes et classes de mer ou de voile, un tourisme nature, etc. Dans certains pays il est freiné ou stoppé ou déplacé par des guerres ou des révolutions, crises ou instabilités politiques.

## Environnement
Le tourisme balnéaire est à l'origine du concept de station ou ville balnéaire, et de nombreuses voies ferrées, routes et constructions qui ont empiété sur les milieux littoraux et parfois modifié le trait de côte en raison d'accélération de phénomène d'ensablement ou au contraire d'érosion, de destruction de dune, de modifications d'estuaires, création de ports de  plaisance, etc. En s'épanouissant, il a paradoxalement contribué à dégrader les paysages et habitats naturels littoraux et à polluer l'environnement littoral et marin. 
Des études ont montré que la présence de simples touristes (sur des plages de la mer Baltique et de Méditerranée) modifiait l’écosystème et la microfaune qui vit entre les grains de sable
Une législation spécifique (ex : Loi littoral en France), des outils spécifiques (ex : conservatoire du littoral en France) et des programmes de renaturation ou de restauration de milieux dégradés (ex : SRCE et la trame verte et bleue nationale cherchent à favoriser un tourisme plus durable, plus intégré, s'appuyant aussi sur le milieu rural arrière littoral.